# アウカサウルス
アウカサウルス（学名 Aucasaurus）は、白亜紀後期のアルゼンチンに生息していた肉食恐竜である。ゴンドワナ大陸にもっとも特徴的な肉食恐竜であるアベリサウルス科に属している。
非常に小さな前肢が特徴であり、その化石は竜脚類の大きな営巣地と同じ産地から見つかった。竜脚類の卵の化石を含む地層からも、本種の歯の化石が多く産出している。そのため、竜脚類の営巣地を襲って卵や孵化直後の幼体を食べていたと思われ、生態系においては竜脚類の個体数をコントロールする役目を果たしていたと推測できる。しかし、卵や孵化直後の幼体は繁殖期にしか入手できない餌であるため、普段は別の獲物を餌として食べていたと考えられる。